# Зубакіно (Ленінградська область)
Зубакіно (рос. Зубакино) — присілок Бокситогорського району Ленінградської області Росії. Входить до складу Борського сільського поселення.
Населення — 6 осіб (2012 рік). 